# Линия D (Роттердамское метро)
Линия D — первая линия по хронологии, но четвёртая линия по порядку в Роттердамском метрополитене. Была открыта в 1968 году. На ней насчитывается 17 станций на 21 километре пути. На схемах обозначается голубым или бирюзовым цветом.

## История
Открыли первый участок линии D 9 февраля 1968 года. Тогда линия называлась Северо-Южной линией (Noord-Zuidlijn). Линия протянулась от станции Роттердам Сентраал до станции Зуидплеин. Тот участок состоял из 7 станций из которых 4 — подземные.
Первое расширение на одну станцию состоялось 25 ноября 1970 года. Эта станция называется Слинге.
Следующее расширение на четыре станции состоялось 25 октября 1974 года между станциями Слинге и Залмплаат.
Четвёртый участок открыли 25 апреля 1985 года между станциями Залмплаат и Де Аккерс. Участок состоит из 3 станций.
В первом участке открывается станция Вильгеминаплеин. Открылась станция 4 июня 1997.
Также в 1997 году линия сменила название на «Erasmuslijn».
Последняя семнадцатая станция в третьем участке — Туссенватер открывается 4 ноября 2002.
Переименование состоялось 13 декабря 2009 линия снова меняет название, теперь на нынешнее.

## Вагоны
С 2002 года полностью используются поезда серии 5300. С 2014 года также используются поезда серии 5600.